# SMS S 139 (1906)
S 139 – niemiecki niszczyciel z okresu I wojny światowej. Druga jednostka typu S 138. Okręt wyposażony w cztery kotły parowe opalane węglem. Zapas paliwa 194 tony. 3 sierpnia 1927 roku skreślony z listy jednostek floty. Następnie przebudowany na okręt-cel o nazwie Pfeil. Losy jest nieznany.